# Département de Mifi
Département de Mifi är ett departement i Kamerun.   Det ligger i regionen Västra regionen, i den västra delen av landet, 220 km nordväst om huvudstaden Yaoundé.